# كاركاران (شلال ودشتغل)
كاركاران (بالفارسية: کرکران) هي منطقة سكنية تقع في إيران في قسم شلال ودشتغل الريفي. يقدر عدد سكانها بـ 105 نسمة بحسب إحصاء 2016.